# 北海道道325号厚别停车场线
北海道道325号厚别停车场线（日语：北海道道325号厚別停車場線）是一条北海道石狩振興局管内札幌市厚別区的普通道级道路（北海道道）。

## 指定区間
- 起点：北海道札幌市厚別区厚別中央5条3丁目（＝JR函馆本線厚别站）
- 終点：北海道札幌市厚別区厚別中央3条3丁目（＝国道12号交点）
- 总長：0.9千米

## 经过的自治体
- 石狩振興局
  - 札幌市（厚別区）

## 主要连接道路
- 札幌市厚別区
  - 国道12号＝厚別中央3条3丁目（终点）

## 历史
- 1994年10月1日 路線编号变更为325号。（1994年北海道告示第1468号）

## 其他
- 通常「厚別站前通」即为1本東的市道「厚別西通」。